# لوكاس هويوس
لوكاس هويوس (بالإسبانية: Lucas Hoyos)‏ هو لاعب كرة قدم أرجنتيني، ولد في 29 أبريل 1989 في Guaymallén ‏ في الأرجنتين. لعب مع فيليز سارسفيلد.

## وصلات خارجية
- لوكاس هويوس على موقع قاعدة بيانات كرة القدم.إي يو (الإنجليزية)
- لوكاس هويوس على موقع Soccerway.com (الإنجليزية)